# 奥田敦也
奥田 敦也（おくだ あつや、1945年 - ）は、日本の東京都出身の尺八奏者。1985年まではジャズトランペット奏者であった。 

## 概要
学生時代にモダンジャズに傾倒。1992年の海童道祖の死去後、存命で最も偉大な尺八奏者と見なしている人物もいる。現在は東京都国分寺に住んでいる。

## 受賞
- 国分寺市文化功労表彰